# Бортниково (Центральное сельское поселение)
Бортниково — деревня в Кимрском районе Тверской области. Входит в состав Центрального сельского поселения.

## География
Находится в юго-восточной части Тверской области на расстоянии приблизительно 4 км на север по прямой от районного центра города Кимры в левобережной части района.

## История
Известна была 1635 года как деревня с 2 дворами. В 1780-х годах 4 двора. В 1859 году здесь (деревня Корчевского уезда Тверской губернии) было учтено 11 дворов, в 1887 — 23. Ныне имеет дачный характер.

## Население
Численность населения: 28 (1780-е годы),, 49 (1859 год), 122 человека (1887), 12 (русские 100 %) в 2002 году, 0 в 2010.